# Davey Grant
Davey Grant (Condado de Durham, 18 de dezembro de 1985) é um lutador profissional de artes marciais mistas inglês, que atualmente compete pelo UFC na categoria dos galos.

## Início
Grant nasceu no Condado de Durham, na Inglaterra. Ele começou a treinar kickboxing aos 14 anos e logo em seguida começou a treinar grappling. Enquanto treinava MMA, Grant também jogou futebol e rugby na adolescência. Ele decidiu se tornar profissional aos 21 anos de idade para provar para alguns amigos que não acreditavam que ele lutava artes marciais.

## Carreira no MMA

### Ultimate Fighting Championship
Grant fez sua estreia no UFC em 30 de novembro de 2013 no The Ultimate Fighter 18 Finale em Las Vegas, contra Chris Holdsworth na final do TUF 18. Ele perdeu por finalização no segundo round.
Grant enfrentou Marlon Vera em 27 de fevereiro de 2016 no UFC Fight Night: Silva vs. Bisping. Ele venceu por decisão unânime.
Em Outubro de 2016, Grant enfrentou Damian Stasiak no UFC 204. Ele perdeu por finalização.
Após 18 meses sem lutar, Grant enfrentou Manny Bermudez em 22 de julho de 2018 no UFC Fight Night: Shogun vs. Smith. Ele perdeu por finalização.
Grant enfrentou Grigorii Popov em 9 de novembro de 2019 no UFC Fight Night: Zabit vs. Kattar. Ele venceu por decisão dividida.

## Cartel no MMA
| Cartel no MMA   |             |            |
| 19 lutas        | 13 vitórias | 6 derrotas |
| Por nocaute     | 3           | 0          |
| Por finalização | 8           | 4          |
| Por decisão     | 2           | 2          |

| Res.    | Cartel | Oponente          | Método                       | Evento                                                 | Data       | Round | Tempo | Local                         | Notas                                            |
| ------- | ------ | ----------------- | ---------------------------- | ------------------------------------------------------ | ---------- | ----- | ----- | ----------------------------- | ------------------------------------------------ |
| Derrota | 13-6   | Adrian Yanez      | Decisão (unânime)            | UFC Fight Night: Vieira vs. Tate                       | 20/11/2021 | 3     | 5:00  | Las Vegas, Nevada             |                                                  |
| Derrota | 13-5   | Marlon Vera       | Decisão (unânime)            | UFC on ESPN: The Korean Zombie vs. Ige                 | 19/06/2021 | 3     | 5:00  | Las Vegas, Nevada             | Luta do Noite                                    |
| Vitória | 13-4   | Jonathan Martinez | Nocaute (soco)               | UFC Fight Night: Edwards vs. Muhammad                  | 13/03/2021 | 2     | 3:03  | Las Vegas, Nevada             | Performance da Noite.                            |
| Vitória | 12-4   | Martin Day        | Nocaute (soco)               | UFC 251: Usman vs. Masvidal                            | 11/07/2020 | 3     | 2:38  | Abu Dhabi                     | Performance da Noite.                            |
| Vitória | 11-4   | Grigorii Popov    | Decisão (dividida)           | UFC Fight Night: Zabit vs. Kattar                      | 09/11/2019 | 3     | 5:00  | Moscou                        |                                                  |
| Derrota | 10-4   | Manny Bermudez    | Finalização (triângulo)      | UFC Fight Night: Shogun vs. Smith                      | 22/07/2018 | 1     | 0:59  | Hamburgo                      |                                                  |
| Derrota | 10-3   | Damian Stasiak    | Finalização (chave de braço) | UFC 204: Bisping vs. Henderson II                      | 08/10/2016 | 3     | 3:56  | Manchester                    |                                                  |
| Vitória | 10-2   | Marlon Vera       | Decisão (unânime)            | UFC Fight Night: Silva vs. Bisping                     | 27/02/2016 | 3     | 5:00  | Londres                       |                                                  |
| Derrota | 9-2    | Chris Holdsworth  | Finalização (mata leão)      | The Ultimate Fighter: Team Rousey vs. Team Tate Finale | 30/11/2013 | 2     | 2:10  | Las Vegas, Nevada             | Estreia no UFC; Final do The Ultimate Fighter 18 |
| Vitória | 9-1    | Danny Welsh       | Finalização (mata leão)      | M4tC 7                                                 | 13/10/2012 | 1     | 1:54  | Sunderland                    |                                                  |
| Vitória | 8-1    | James Pennington  | Finalização (guilhotina)     | Shock n Awe 11                                         | 14/07/2012 | 1     | 3:59  | Portsmouth                    | Ganhou o Cinturão Peso Galo do SNA.              |
| Vitória | 7-1    | Rob Bunford       | Nocaute Técnico (socos)      | Total Combat 46                                        | 10/03/2012 | 1     | 1:01  | Spennymoor, Condado de Durham |                                                  |
| Vitória | 6-1    | Luke Dixon        | Finalização (mata leão)      | Total Combat 44                                        | 19/11/2011 | 1     | 2:11  | Sunderland                    |                                                  |
| Vitória | 5-1    | Mark Aldridge     | Finalização (mata leão)      | Total Combat 41                                        | 16/07/2011 | 1     | 1:12  | Sunderland                    |                                                  |
| Vitória | 4-1    | Declan Williams   | Finalização (mata leão)      | Total Combat 39                                        | 12/03/2011 | 2     | 1:13  | Spennymoor, Condado de Durham |                                                  |
| Vitória | 3-1    | Mark Platts       | Finalização (guilhotina)     | Total Combat 37                                        | 13/11/2010 | 2     | 2:27  | Sunderland                    |                                                  |
| Vitória | 2-1    | Nathan Thompson   | Finalização (guilhotina)     | Total Combat 37                                        | 13/11/2010 | 1     | 1:17  | Sunderland                    |                                                  |
| Derrota | 1-1    | Dale Dargan       | Finalização (chave de braço) | Total Combat 30                                        | 18/07/2009 | 1     | 3:53  | Sunderland                    |                                                  |
| Vitória | 1-0    | Gary Conlon       | Finalização (triângulo)      | Goshin Ryu 27                                          | 29/11/2008 | 1     | 1:00  | Sunderland                    |                                                  |